# 宇宙の子供
『宇宙の子供』（うちゅうのこども）は、2003年9月17日に発売された谷山浩子の通算30作目のアルバムである。

## 概要
「神様」はNHK『FMシアター』で放送された『神様』の主題歌であり、インストゥルメンタルの「花野」も同番組の挿入歌として制作された。
「ここにいるよ」「あそびにいこうよ!」は岩男潤子への提供曲である。

## 収録曲
1. よその子
作詞・作曲：谷山浩子、編曲：石井AQ・谷山浩子
2. きみはたんぽぽ
作詞・作曲：谷山浩子、編曲：石井AQ・谷山浩子
3. 意味なしアリス
作詞・作曲：谷山浩子、編曲：石井AQ・谷山浩子
4. わたしは淋しい水でできている
作詞・作曲：谷山浩子、編曲：石井AQ・谷山浩子
5. 卵
作詞・作曲：谷山浩子、編曲：石井AQ・谷山浩子
6. 沙羅双樹
作詞・作曲：谷山浩子、編曲：石井AQ・谷山浩子
7. 空に吊るされたあやつり人形
作詞・作曲：谷山浩子、編曲：石井AQ・谷山浩子
8. ここにいるよ
作詞：谷山浩子、作曲：岩男潤子、編曲：石井AQ・谷山浩子
9. あそびにいこうよ!
作詞：谷山浩子、作曲：崎谷健次郎、編曲：石井AQ・谷山浩子
10. 花野 (Instrumental)
作曲：谷山浩子、編曲：石井AQ・谷山浩子
11. 神様
作詞・作曲：谷山浩子、編曲：石井AQ・谷山浩子